# 薄葉ヶ原の戦い
薄葉ヶ原の戦い（うすばがはらのたたかい）は、天正13年（1585年）に下野国で行われた合戦である。

## 概要

### 背景
天正12年（1584年）8月初め、山田城主の山田辰業は主命により、那須領の薄葉・平沢(現在の大田原市野崎)に攻め入った。『那須記』にはこの時の状況を「青稲を刈り馬草とす。民難儀に及ぶこと度々なり」と記されている。これを迎撃するため、同18日に那須家の福原資孝・資広父子が出陣。山田勢は撤退するが、深い遺恨を残すことになった。

翌天正13年の3月8日には、那須家当主の那須資晴は山田領北部の金沢に侵攻する。これに対して辰業は塩谷家重臣の岡本氏宗と共に出陣。那須勢先鋒の沢村五郎を破るも、資晴の本隊に敗れ撤退する。

### 合戦の経過
那須勢の侵攻を受けた宇都宮国綱は、那須家の本拠である烏山城を攻めるべく2,500騎を率いて出陣した。この際、国綱は塩谷義綱の進言により、那須家の前哨地に当たる沢村城や佐久山城などの城を攻略するため、塩谷郡泉に進軍した。資晴もまた1,000騎を率いて出陣し、両軍は塩谷郡薄葉ヶ原で対峙した。

兵力では劣る那須軍であったが、諸将の奮戦により戦局を優位に進めた。辰業は宇都宮軍不利と見るや、塩谷家配下の渋垂修理、玉生大内蔵ら16騎と共に資晴を打ち取るべく突撃し、蘆野家臣の神田次郎に打ち取られた。やがて宇都宮軍は敗走し、那須軍の勝利となった。

## 戦後

### 山田城の落城と十二御前
薄葉ヶ原での開戦で宇都宮勢を破った那須勢は塩谷に侵攻し、辰業の居城であった山田城は那須勢の攻撃により落城する。

この際、山田城にいた山田家家老の山田新左衛門と辰業の正室菊の前は、11人の侍女と共に城を脱出した。しかし新左衛門は、逃走の途中で追手によって打ち取られてしまう。菊の前と11人の侍女たちは「花見どや」と呼ばれる山に逃れるが、さらに追手に追われると「太鼓岩」と呼ばれる崖から北下を流れる箒川に身を投げた。以後、菊の前たちが命を絶ったこの場所は十二御前と呼称されるようになった。

### その後の動向
戦後、那須家は塩谷に進出。真木城や乙畑城など宇都宮方の城を多数攻略し、勢力を拡大していった。一方、多くの将兵を失った宇都宮家は、当時那須家と結んでいた北条家の動向を警戒し、本拠を宇都宮城から、堅牢な山城である多気山城へと移すこととなった。